# Gozón

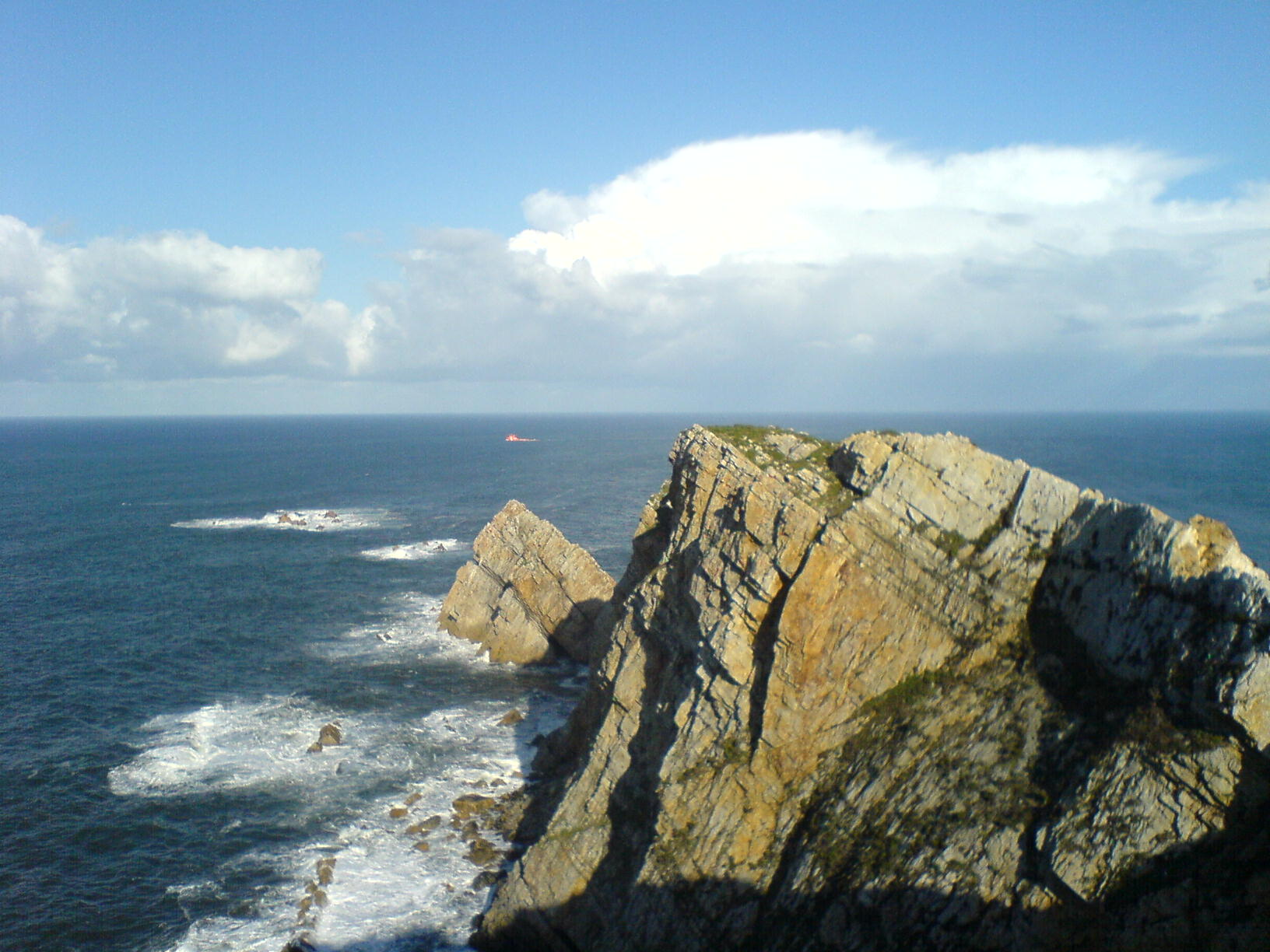
Cabo de Peñas

Gozón ist eine Gemeinde in der autonomen Region Asturien, im Norden Spaniens. Im Norden wird sie begrenzt vom Kantabrischen Meer, im Süden von Corvera, im Westen von Avilés  und im Osten von Carreño.

## Geschichte
Wie im restlichen Asturien sind auch hier Funde aus der Steinzeit ein Beleg für die lange Besiedelung der gesamten Region. Die Gemeinde ist eine aus dem 19. Jahrhundert stammende Verwaltungsgemeinschaft. In den einzelnen Parroquias finden sich jedoch Hinweise auf eine Zivilisierung der Region, die bis ins 12. Jahrhundert zurückreichen.

## Wirtschaft
Die Fischwirtschaft ist der Hauptarbeitgeber der Gemeinde. Landwirtschaft, vor allem die Viehwirtschaft, hat nach wie vor einen hohen Stellenwert in der Region. Zukunftsträchtig ist der Tourismus. Hier fanden in den letzten 20 Jahren verstärkt Investitionen statt. Die regionalen mittelständischen Betriebe sind überwiegend im Baugewerbe angesiedelt.
| Wirtschaftszweig                  | Beschäftigte | Anteil in Prozent |
| --------------------------------- | ------------ | ----------------- |
| Ackerbau, Viehzucht und Fischerei | 465          | 15,66             |
| Industrie                         | 758          | 25,53             |
| Bauwirtschaft                     | 204          | 6,87              |
| Dienstleistungsbetriebe           | 1.542        | 51,94             |
| TOTAL                             | 2.969        | 100               |

## Politik
Die 17 Sitze des Gemeinderates verteilen sich wie folgt:
| Partei | Partei                           | 1979 | 1983 | 1987 | 1991 | 1995 | 1999 | 2003 | 2007 | 2011 | 2015 |
| ------ | -------------------------------- | ---- | ---- | ---- | ---- | ---- | ---- | ---- | ---- | ---- | ---- |
|        | PSOE                             | 3    | 10   | 6    | 5    | 7    | 8    | 5    | 4    | 5    | 6    |
|        | CD / AP / PP                     | 1    | 5    | 5    | 6    | 7    | 7    | 6    | 9    | 7    | 6    |
|        | PCE / IU / IU-BA / IU-Los Verdes | 5    | 1    | 3    | 4    | 3    | 2    | 2    | 3    | 3    | 5    |
|        | FAC                              |      |      |      |      |      |      |      |      | 2    |      |
|        | UCD / CDS                        | 8    | 1    | 3    | 2    |      |      |      |      |      |      |
|        | AIGO                             |      |      |      |      |      |      | 4    | 1    |      |      |
| Total  | Total                            | 17   | 17   | 17   | 17   | 17   | 17   | 17   | 17   | 17   | 17   |

## Sehenswürdigkeiten
- Kirche Santa María in Luanco
- Palacio (Stadthaus) de los Menéndez in Pola
- La torre del Reloj von 1705
- El palacio de Manzaneda aus dem 17. Jahrhundert

## Regelmäßige Veranstaltungen
- 5. Februar: Fiestas del Socorro in Luanco
- 1. Sonntag im März: Festival del Oricio (Erizo de mar) in Bañugues
- Juni: San Pedro
- 1. Wochenende im August: Fiestas de Bañugues
- August: Das Fest San Bartolomé

## Parroquias
Die Gemeinde  ist in 13 Parroquias unterteilt:
| - Ambiedes - Bañugues - Bocines | - Cardo - Heres - Laviana | - Luanco - Manzaneda - Nembro | - Podes - Verdicio - Vioño | - Viodo |

## Persönlichkeiten
- Ángel Fernández Artime (* 1960), römisch-katholischer Ordensgeistlicher, Generaloberer der Salesianer Don Boscos